# Liu Xiang (idrottare)
Liu Xiang (kinesiska: 刘翔, pinyin: Liú Xiáng),  född 13 juli 1983 i Shanghai, Kina, kinesisk friidrottare. Liu tog OS-guld på 110 m häck vid Olympiska sommarspelen 2004 i Aten med tiden 12,91 sekunder, vilket tangerade Colin Jackson världsrekord från 1993. År 2006 sänkte Liu rekordet ytterligare till 12,88. Under 2008 fick Liu Xiang se sitt världsrekord slaget när Dayron Robles sprang på 12,87.
2005 fick Liu Xiang Laureus World Sports Awards som Årets nykomling.
Inför Olympiska sommarspelen 2008 i Peking var han den stora hemmafavoriten, men han bröt OS redan vid starten på 110 meter häck. Han hade till synes ont redan under uppvärmningen, men kom ändå in på arenan. Efter en tjuvstart gick han till sin egen och publikens stora besvikelse ut igen. På presskonferensen efter loppet berättade Lius coach att Liu sedan flera år tillbaka led av en kronisk inflammation i sin högra hälsena och att han på grund av detta inte kunde tävla färdigt resten av året.  
Efter 13 månader av rehabilitering gjorde Liu comeback i Shanghai Golden Grand Prix, och avslutade loppet på en andra plats bakom Terrence Trammell.